# Верхнекигинский сельсовет
Верхнекигинский сельсовет — сельское поселение в Кигинском районе Башкортостана Российской Федерации.
Административный центр — село Верхние Киги.

## История
Статус и границы сельского поселения установлены Законом Республики Башкортостан от 17 декабря 2004 года № 126-З «О границах, статусе и административных центрах муниципальных образований в Республике Башкортостан».

## Население
| 2002  | 2009  | 2010  | 2012  | 2013  | 2014  | 2015  |
| ----- | ----- | ----- | ----- | ----- | ----- | ----- |
| 7250  | ↗7842 | ↘6991 | ↘6990 | ↘6957 | ↘6941 | ↗6972 |
| 2016  | 2017  | 2018  |       |       |       |       |
| ↘6825 | ↘6750 | ↘6713 |       |       |       |       |

## Состав сельского поселения
| № | Населённый пункт | Тип населённого пункта       | Население |
| - | ---------------- | ---------------------------- | --------- |
| 1 | Верхние Киги     | село, административный центр | ↗7190     |
| 2 | Юнусово          | деревня                      | ↘161      |
| 3 | Кизетамак        | деревня                      | ↘122      |
| 4 | Тёплый Ключ      | деревня                      | ↘71       |

## Известные уроженцы
- Баширов, Радик Минниханович (род. 7 января 1935) — инженер-механик, член-корреспондент АН РБ (1995), доктор технических наук (1982), профессор (1983), ректор Башкирского аграрного университета (1988—1999), заслуженный деятель науки Башкирской АССР (1976), заслуженный деятель науки РФ (1988)[13].
- Кудаш, Сайфи Фаттахович (21 сентября 1894 — 26 июня 1993) — татарский, башкирский поэт и писатель, народный поэт Башкирской АССР (1964)[14][15][16][17], жил в селе в 1930—1931 гг.
- Ханиф Карим (25 июля 1910 — 26 августа 1983) — башкирский советский поэт и писатель, Заслуженный работник культуры Башкирской АССР (1970)[18][19].
- Шагимарданов, Фазыл Валиахметович (1906 — 3 августа 1968) — советский партийный и государственный деятель, Председатель Совета Народных Комиссаров Башкирской АССР (1937—1940)[20].